# コマンド・ボリショイ
コマンド・ボリショイは、日本の元女子プロレスラー。身長148cm、体重45kg。血液型A型。本名、生年月日は未公表。大阪市淀川区の児童養護施設「博愛社」出身であることを明かしている。
引退時はPURE-J女子プロレスに所属し、唯一、ジャパン女子プロレス時代より活動していた。引退後も同団体運営会社である株式会社PURE DREAM代表取締役社長として団体に籍を置く。

## 所属
- ジャパン女子プロレス（1989年 - 1992年）
- JWP女子プロレス（1992年 - 2017年）
- PURE-J女子プロレス（2017年 -2019年）

## 経歴・戦歴
1991年
- 11月25日、鳥取産業体育館において、対福岡晶、星野玲子組戦でジャパン女子プロレスでボリショイ・キッドとしてデビュー。デビュー戦のパートナーは北村真実（レオ北村）。

1992年
- ジャパン女子解散を受け、JWP女子プロレス旗揚げに参加。
- 6月29日、東京・後楽園ホールにおいて、対小林美津恵、桑原三佳組戦でコマンド・ボリショイとしてデビュー。デビュー戦のパートナーはキューティー鈴木。

1996年
- 尾崎魔弓との「ドレスアップワイルドファイト」で尾崎のラフファイトで夥しく流血させられたうえマスクを剥ぎ取られる。更に「顔、見ろーっ！顔ーっ！」と絶叫する尾崎に羽交い締めにされて観客に向けて素顔を晒された。素顔を晒したまま試合を続けるも結局失神KOされるという屈辱にまみれ、翌週のプロレス雑誌では正面から晒される素顔が写った写真を載せられ、かつてジャパン女子プロレスに所属していた選手の名前を出され、完全に正体を暴かれる。

2006年
- 2月23日、第2回T-1興行において、T-1マスクとして栗原あゆみと戦い勝利する。
- 5月27日、東京・新宿FACE「Ozアカデミー感謝祭」において、15選手参加バトルロイヤルでボリショイ・キッドで出場し、優勝する。
- 7月23日、東京・新木場1stRING「格闘美 〜Festa〜」において、ボリショイ・キッドとして、優菜と対戦。ラ・マヒストラルで勝利。
- 8月20日、WRESTLE EXPO 2006において、ボリショイプロデュース・お台場スペシャル・バトルロイヤルに出場。

2010年
- 8月27日、「19時女子プロレス」でICE×60王座を奪取。

2011年
- 1月16日、闘聾門JAPAN所属の矢神葵とのタッグで「JWPタッグリーグ・ザ・ベスト2011」に参戦。
- 11月、胸椎黄色靭帯骨化症の為、欠場。

2013年
- JWPが選手会運営に移行して10年になったのを機にJWP全所属選手とシングルを連戦する「ボリショイ・ディケイド」を決行。シングルタイトル保持者との対戦ではそのタイトルに挑戦する。

2014年
- 5月4日、タッグ王者であった十文字姉妹が仙台幸子の負傷欠場により王座を返上したため、木村響子をパートナーにこの年のタッグリーグ・ザ・ベスト覇者である春兎（つくし&ラビット美兎と対戦。勝利し、自身6度目のJWP認定タッグ王座戴冠を果たす。

2015年
- 5月31日、NPCJ主催のボディビルコンテスト、「Blaze OPEN」武蔵野大会に里村明衣子と共に出場。出場全選手中3位に入賞[2]。
- 7月11日、新宿FACE大会にて、春山香代子を破り、2000年以来15年振り2度目のJWP認定無差別級王座を戴冠。

2017年
- JWPから全選手を引き連れて独立。PURE-Jを旗揚げ。

2018年
- 8月21日、進行性の難病である黄色靭帯骨化症の症状が悪化したため、2019年4月21日の後楽園ホールで引退する事を表明[3]。

2019年
- 4月21日、PURE-J「ボリショイ引退興行～ありがとう！」4.21後楽園ホール大会で引退。当日はバトルロイヤルの他、引退試合として尾崎魔弓、米山香織、中森華子の3人とのシングルス（それぞれ5分間1本勝負。いずれも時間切れ引き分け）を行った。

## 人物
- 1997年に他界したプラム麻里子の最後の試合でタッグパートナーを務めており、対戦相手だった尾崎魔弓・天野理恵子（現・カルロス天野）属するOZアカデミーが団体化後に始めた追悼興行「プラムの花咲くOZの国」には毎年参戦している。
- JWPが選手会運営に移行してからは選手代表の立場で現場の全権を任されている。また、プロレスラーを夢見る少女のためにプロレス教室を開講するなどして、選手育成にも取り組んでいる。
- 華名が「週刊プロレス」誌上で発表した「マニフェスト」に対して誌上やUstream公開討論会にて真っ先に反発。その後行われたSMASH.7にJWP選手陣を引き連れて殴りこみ、これがきっかけとなって華名及びSMASHとJWPの抗争に繋がった。
- 一方でアイスリボンの選手育成法に対しては高い評価を与えており、同団体の若手と対戦する機会を増やそうとICE×60王座獲得に至った。
- CDデビューに当たって手話を学習しており、その際に聴覚障害者によるプロレス団体「闘聾門JAPAN」の存在を知り、練習生であった矢神葵（現・矢神知樹）の指導に当たっている。
- デビュー当時ピエロのギミックで一輪車に乗るため、日常生活でも乗るなどして練習を重ねた。
- 前出の通り児童養護施設出身であることからダイドードリンコとタイアップして「ピュアドリーム募金」を創設。自動販売機やピコウォーターの販売を通じて施設に寄付している。

## 得意技
カブキ直伝アッパーブロー
ザ・グレート・カブキ直伝。
マリコスパイク
ピコニースマッシュ
飛び膝蹴り
掌打
センセイ固め
センセイ固めII
ライムライト
肩車で相手に飛び乗り、上部で旋回しながらカサドーラに移行。腰付近で回転し、エビ固めからピンフォールにもっていく。チャップリンの映画「ライムライト」の内容からひらめいたという回転技。
ボリショイ式脇固め
コルバタの要領で相手に飛びつき、旋回しながら腕を取って一気に脇固めの体勢に入り、そのままギブアップを奪うボリショイのオリジナル技。ボリショイがメキシコ遠征した際にタッグを組んだ初代ミスティコ(現在カリスティコ)がこれを見て覚え、ラ・ミスティカという名前で使用している。
ビクトル投げ
タイガースープレックスホールド
オリジナルフロントネックロック
対戦相手に飛びついて肩車される状態から反転しながらフロントスリーパーを極める新技。技名はSNSやブログで公募中。

## タイトル歴
- 第7代、第25代JWP認定無差別級王座
- 第4代PURE-J認定無差別級王座
- JWP認定タッグ王座（第14代、16代、19代、31代、40代、44代）
  - （パートナーはカルロス天野→GAMI→日向あずみ→藪下めぐみ→中島安里紗→木村響子）
- 第10代ICE×60王座
- 第4代CMLL-REINAインターナショナル王座
- 第3代センダイガールズワールドジュニアチャンピオンシップ

## 入場テーマ曲
- 「SPACE WALKER#1」（Wonder3）「Hybird Battle」に収録。＜コマンド・ボリショイ＞
- 「THE SHOW MUST GO ON」（Three Dog Night）＜ボリショイ・キッド＞
- 「Fall In Dream」（吉川晃司）＜T-1マスク＞
- 「大阪ラプソディー」（海原千里・万里）＜道頓堀ショイ＞

## CD
- 「雨のち晴れ」（2010年）